# Kota (Uttar Pradesh)
Kota – miasto w północnych Indiach w stanie Uttar Pradesh, na Nizinie Hindustańskiej.
Populacja miasta w 2001 roku wynosiła 13 544 mieszkańców.